# Grand Junction (Kolorado)
Grand Junction – miasto w stanie Kolorado, w Stanach Zjednoczonych, u podnóża Colorado National Monument. Siedziba administracyjna hrabstwa Mesa. 

## Demografia
Według spisu w 2020 roku liczy 65,6 tys. mieszkańców, co oznacza wzrost o 11,9% od poprzedniego spisu w roku 2010. Ludzie rasy białej stanowili 91,2% mieszkańców (79,2% nie licząc Latynosów); 1,6% Azjaci; 0,8% Afroamerykanie lub ludzie rasy czarnej; 0,5% rdzenna ludność Ameryki; 0,2% rdzenni mieszkańcy wysp Pacyfiku; 1,8% innych ras i 4,0% dwóch lub więcej ras. 16,2% ludności stanowili ludzie pochodzenia latynoskiego, z czego więcej jak połowa z nich to Meksykanie.